# Monasterio de Tiri

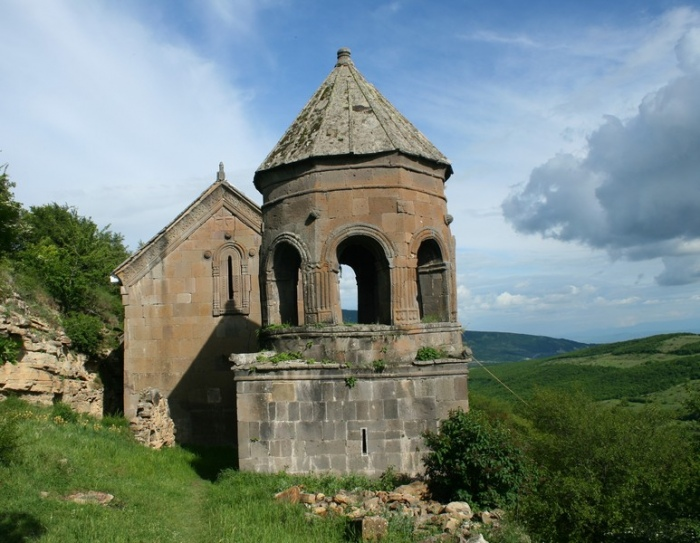
Monasterio de Tiri

El monasterio de Tiri (en georgiano: თირის მონასტერი, romanizado: tr) es una iglesia del siglo XIII ubicada cerca de Tsjinvali, en lo que ahora es el territorio en disputa de Osetia del Sur. Construido como un monasterio ortodoxo georgiano en un plan de iglesia de salón, contiene frescos medievales e inscripciones georgianas. Después de la guerra ruso-georgiana 2008, los georgianos perdieron el acceso al monasterio. En 2015, el edificio de la iglesia fue sometido a trabajos de mantenimiento que infringieron la autenticidad y dañaron parcialmente los frescos, lo que provocó controversia en Tsjinvali y protestas en Georgia. 

## Arquitectura
El monasterio se encuentra cerca del pueblo de Monasteri, en el valle de Tiri, un afluente del Gran Río Liakhvi, a 9 km al noroeste de Tskhinvali. Consiste en la iglesia de la Natividad de Theotokos, un campanario y las ruinas de un refectorio, celdas excavadas en la roca y otras estructuras accesorias en su mayoría construidos con bloques de basalto revestidos, con el uso adicional de ladrillos y adoquines.
La iglesia de la Natividad del Theotokos, que mide 15.7 × 8.8 m., data de la segunda mitad del siglo XIII. Construida como una iglesia de salón rectangular con un ábside del santuario separado de la nave por un iconostasio contemporáneo de cinco arcos. El santuario tiene fragmentos sobrevivientes de los siglos XIV-XV. En la década de 1420, la iglesia se expandió con un porche ahora en ruinas y un eukterion. El anexo norte, una cripta de una familia noble, se agregó en la década de 1480. Las fachadas están adornadas con tallas de piedra decorativa. Un campanario de dos pisos fue construido adyacente al lado oeste de la iglesia a finales del siglo XIV por Tavkhelidze, propietario del monasterio. En el siglo XVI, Tiri pasó a los príncipes Taktakidze, quienes construyeron una cripta familiar en el extremo noreste de la iglesia en 1682.

### Inscripciones

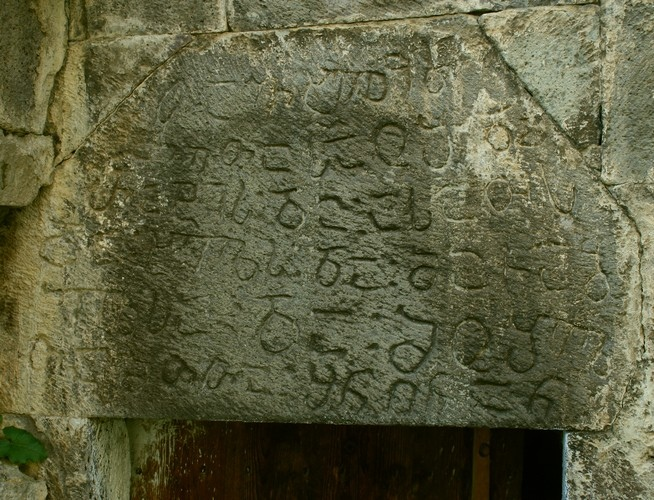
Inscripción georgiana del en el campanario.

Sobreviven tres inscripciones georgianas en piedra sobre los muros exteriores del monasterio: dos en los anexos norte y sur de la iglesia, respectivamente, y uno en el campanario. La última inscripción, sin fecha, pero probablemente realizada a finales del siglo XIV en escritura medieval georgiana asomtavruli, se encuentra en una piedra de arquitrabe en la puerta este de la torre del campanario, mencionando miembros de la familia Tavkhelisdze: Siaosh, Rati, Asat y Machabel. La inscripción en el muro oeste del anexo sur, una pequeña capilla, en asomtavruli y también sin fecha, conmemora a cierto tesorero Khela y Bevroz Makhatlishvili. El tercer texto, fechado en 1682, está inscrito en la cripta norte de la iglesia y atribuye la construcción a los miembros de la familia Taktakidze: el obispo Phillip de Ruisi, Ardashel y Elizbar.
También hay una inscripción asomtavruli de dos líneas apenas discernible en el interior del eukterion, haciendo mención del obispo Phillip. Una lápida de mármol frente al iconostasio lleva un texto mkhedruli, dispuesto en doce líneas, que indica que allí está enterrado el Príncipe Rostom (muerto en 1689), un hijo del príncipe heredero Vakhtang de Kartli. Junto a esta lápida estaba la del Príncipe Erekle, hijo de Giorgi Machabeli, quien murió luchando para el rey georgiano Erekle II en Ereván en 1777. Estos epitafios fueron publicados por primera vez por el estudiante francés de antigüedades caucásicas, Marie-Félicité Brosset, en 1850.

## Historia

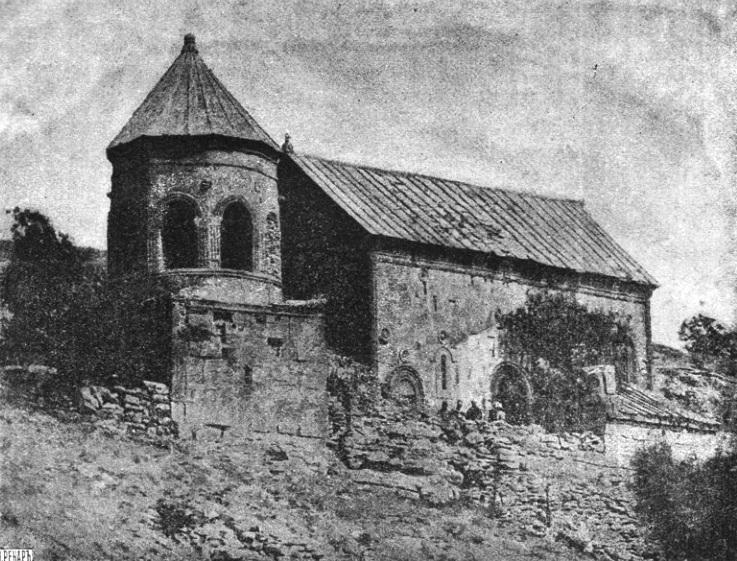
Foto del libro de la condesa Uvarova, 1894.

El monasterio es mencionado en varios documentos históricos georgianos del siglo XV al siglo XVIII. El príncipe Vakhushti, erudito georgiano, escribió que al oeste de la fortaleza de Achabeti, "en una colina, está el monasterio Tiri, sin cúpula, pero bellamente construido, en un lugar agradable. Un abad se encuentra allí." Después de la toma rusa de Georgia, el monasterio fue abolido y Tiri se convirtió en una iglesia parroquial en 1811.
Durante la guerra ruso-georgiana de agosto de 2008, el área donde se encuentra ubicado pasó a estar bajo el control de las fuerzas rusas y de Osetia del Sur. Como resultado, el clero y la parroquia georgianos perdieron el acceso a la iglesia de Tiri. Inmediatamente después de las hostilidades, una imagen satelital de UNOSAT del 19 de agosto de 2008 no reportó daños visibles a la iglesia. El convento continuó funcionando intermitentemente hasta que se disolvió en 2010. En julio de 2015, la agencia rusa Sputnik informó que el monasterio fue sometido a un proceso de "reparación" en el que parte de los frescos fueron blanqueados o dañados; el piso del campanario estaba cubierto de hormigón y se construyó un nuevo muro para rodear la iglesia. Las autoridades de Osetia del Sur alegaron desconocimiento y ordenaron suspender las obras. El daño sufrido también fue confirmado por el Ministerio de Cultura de Georgia, que expresó su preocupación por las "actividades no controladas" en los monumentos culturales en Abjasia y Osetia del Sur. En 2016, la Misión Permanente de Georgia ante la Oficina de las Naciones Unidas informó al Relator Especial de la ONU en el campo de los derechos culturales que el Monasterio requería de una intervención inmediata para evitar daños mayores por humedad e infiltración de agua.